# Resonant Blue
«Resonant Blue» (リゾナント ブル Resonante azul?) es el sencillo número 36 de Morning Musume. Fue lanzado bajo el sello de Zetima el 16 de abril de 2008
El sencillo en CD se lanzó en tres ediciones: una edición regular y dos ediciones limitadas. La versión limitada A incluía un DVD y la versión limitada B incluía un DVD diferente.

## Canciones del sencillo
1. "Resonant Blue" (リゾナント ブルー)
2. "Sono Bamen de Bibiccha Ikenai Jan!" (その場面でビビっちゃいけないじゃん！)
3. "Resonant Blue (Instrumental)"

## Miembros presentes en el sencillo
- 5ª Generación: Ai Takahashi, Risa Niigaki
- 6ª Generación: Eri Kamei, Sayumi Michishige, Reina Tanaka
- 7ª Generación: Koharu Kusumi
- 8ª Generación: Aika Mitsui, Junjun, Linlin

## Posiciones en Oricon y ventas
| Lun | Mar | Mie | Jue | Vie | Sab | Dom | Posición de la semana | Ventas |
| --- | --- | --- | --- | --- | --- | --- | --------------------- | ------ |
| –   | 2   | 5   | 3   | 3   | 4   | 10  | 3                     | 48 086 |
| 4   | 37  | 36  | 37  | 30  | 33  | 37  | 33                    | 4965   |
| 44  | 50  | 50  | 44  | 43  | 40  | –   | 51                    | 1733   |
| –   | –   | –   | –   | –   | –   | –   | 99                    | 747    |

- Ventas totales: 55 531[cita requerida]

## Otros datos
- Este sencillo tiene diversas versiones de vídeo.